# Cantonul Pierre-Buffière
Cantonul Pierre-Buffière este un canton din arondismentul Limoges, departamentul Haute-Vienne, regiunea Limousin, Franța.

## Comune
| Comune                   | Populație (1999) | Cod poștal | Cod INSEE |
| ------------------------ | ---------------- | ---------- | --------- |
| Boisseuil                | 2.688            | 87220      | 87019     |
| Eyjeaux                  | 1.193            | 87220      | 87063     |
| Pierre-Buffière          | 1.150            | 87260      | 87119     |
| Saint-Bonnet-Briance     | 561              | 87260      | 87138     |
| Saint-Genest-sur-Roselle | 474              | 87260      | 87144     |
| Saint-Hilaire-Bonneval   | 894              | 87260      | 87148     |
| Saint-Jean-Ligoure       | 418              | 87260      | 87151     |
| Saint-Paul               | 1.251            | 87260      | 87174     |